# William O. Studeman

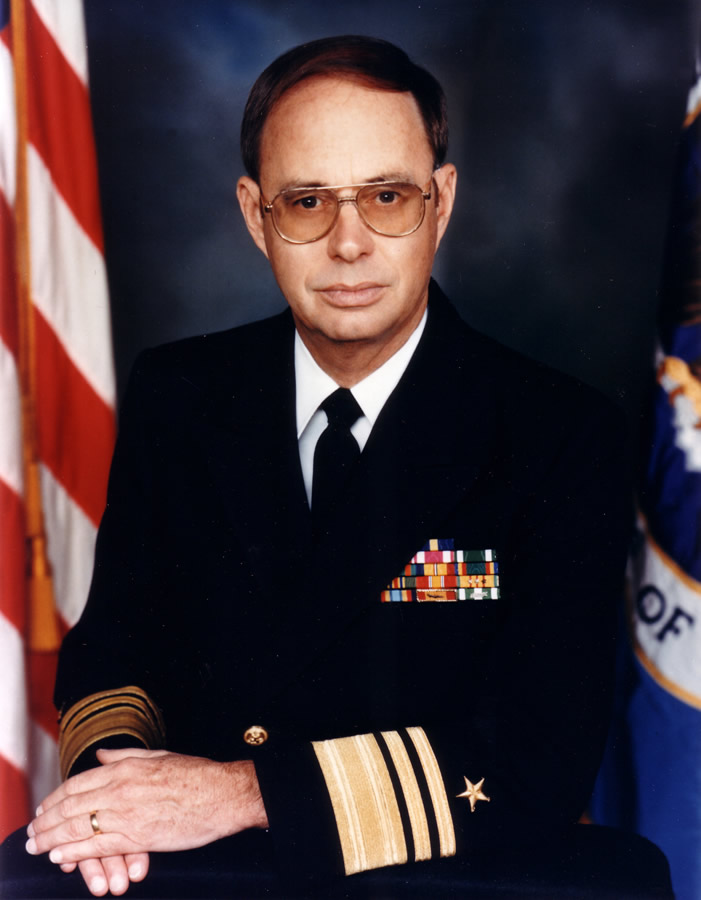
William Studeman (1985)

William Oliver „Bill“ Studeman (* 16. Januar 1940 in Brownsville, Texas) ist ein ehemaliger US-amerikanischer Marineoffizier. Er wirkte beim Luftfahrtkonzern Northrop Grumman mit, war von 1988 bis 1992 Direktor des Geheimdienstes National Security Agency (NSA), Direktor der Naval Intelligence und danach als Nachfolger von Richard James Kerr Vize-Direktor der CIA vom 9. April 1992 bis zum 3. Juli 1995. 

## Leben
Nachdem Studeman am 1. August 1988 die NSA übernommen hatte, fand er eine Reihe von Problemen, vor allem Meinungsverschiedenheiten unter den Mitarbeitern, vor, die William E. Odoms Direktorat hinterlassen hatte. Dieser versuchte noch, Studeman seine Lieblingsprojekte aufzudrängen. So bestand Odom auf der äußerst teuren Idee, Aufklärungssatelliten wegen eines möglichen sowjetischen Angriffs überlebensfähig zu machen. Innerhalb der NSA dachte man mehr an Investitionen in Fernmeldeaufklärung.
Es flossen immer noch Gelder für das Militär und die Sicherheit der USA unter Ronald Reagan 1988, als Studeman NSA-Direktor wurde. Die NSA wuchs und es kam der Verdacht auf, sie betreibe Industriespionage. Studeman zufolge setzte die Behörde das Instrument der Nachrichtenbeschaffung dazu ein, Daten gegen andere Staaten zu sammeln, die zu Zwecken der Industriespionage gegen die USA Material sammelten.
Nach seiner Zeit bei der NSA wurde Studeman Vizepräsident und stellvertretender Geschäftsführer bei TRW Automotive.

## Auszeichnungen
Auswahl der Dekorationen, sortiert in Anlehnung der Order of Precedence of Military Awards:
- Legion of Merit (2 x)
- Meritorious Service Medal
- Navy & Marine Corps Commendation Medal